# عبدی‌نلی
عبدی‌نلی (به لاتین: Abdinli) یک منطقه مسکونی در جمهوری آذربایجان است که در شهرستان یاردیملی واقع شده‌است.